# Zollwarencode
Ein Zollwarencode ist eine spezifische Nummer oder Codenummer, die jeder Ware im Elektronischen Zolltarif (EZT), einem systematisch aufgebauten Warenverzeichnis, zugeordnet ist. Dieser Zolltarif ist eine Nomenklatur, die alle Waren auflistet, die im grenzüberschreitenden Handel auftreten können. Die Nummer dient dazu, jede Ware eindeutig zu identifizieren und zu klassifizieren.

## Weitere Namen
Andere Begriffe für diese Codenummer sind Zolltarifnummer, Nomenklaturnummer, Codenummer, HS-Position, Warennummer; international auch HS-Code, Customs Tariff Code/Number, Product Code.

## Verwendung
Die Einreihung der Waren in den Zolltarif ist entscheidend für eine reibungslose und einheitliche Abfertigung im internationalen Handel. Die Codenummer besteht aus verschiedenen Stellen und gibt detaillierte Informationen über die Ware preis. Sie reicht von einer kurzen, allgemeinen Beschreibung bis hin zu einer elfstelligen Nummer im Bereich der Einfuhr und einer achtstelligen Nummer im Bereich der Ausfuhr.
Die Verwendung des Zollwarencodes hat mehrere Funktionen, darunter die Ermittlung der Zollsätze, die als Grundlage für den zu zahlenden Zollbetrag dienen. Darüber hinaus ermöglicht die Codenummer die Ableitung von weiteren rechtlichen Konsequenzen, wie das Beachten von Verboten und Beschränkungen, die Notwendigkeit von Genehmigungen oder Lizenzen, das Erfordernis spezieller statistischer Angaben, das Einhalten von Antidumpingregelungen und vieles mehr. Insgesamt dient der Zollwarencode als wichtiges Instrument, um die korrekte Abwicklung und Klassifizierung von Waren im internationalen Handel sicherzustellen.

## Grundlage
Rechtliche Grundlage ist die Verordnung (EWG) Nr. 2658/87. Diese regelt die Zolltarif- und statistische Nomenklatur sowie den Gemeinsamen Zolltarif in der Europäischen Union. Sie hat die Kombinierte Nomenklatur (KN) als offizielles Zolltarifschema und statistische Nomenklatur eingeführt.
Laut Artikel 12 dieser Verordnung muss die Europäische Kommission jedes Jahr bis spätestens 31. Oktober die vollständige Version der KN zusammen mit den Zollsätzen veröffentlichen. Diese Veröffentlichung erfolgt in Form einer offiziellen Regelung im Amtsblatt der Europäischen Gemeinschaft. Die neuen Informationen treten dann jedes Jahr ab dem 1. Januar in Kraft, um sicherzustellen, dass der Zolltarif stets auf dem neuesten Stand ist.
Der EZT enthält den TARIC (Tarif Intégré des Communautés Européennes, Integrierter Tarif der Europäischen Gemeinschaft), ergänzt durch nationale Daten (z. B. Einfuhrumsatz- und Verbrauchsteuer, nationale Verbote und Beschränkungen).

## Aufbau
Der Aufbau der Codenummer gliedert sich formell nach folgender Systematik (Stand 2022):
| Name            | Beispiel | Erläuterung                 |
| --------------- | -------- | --------------------------- |
| Kapitel         | 61       | Kleidung … aus … Gestricken |
| Positionen      | 6110     | Pullover … aus … Gestricken |
| Unterpositionen | 6110 11  | aus Wolle                   |

 (Pullover mit einem Anteil an Wolle von 50 GHT oder mehr und einem Stückgewicht von 600 g oder mehr)

## Auskunft
Zur eigenständigen Ermittlung der Codenummer und der daraus resultierenden Abgaben bzw. Ein- oder Ausfuhrbedingungen stehen derzeit der EZT-online und der TARIC (Integrierter Tarif der Europäischen Gemeinschaft) als Auskunftssysteme kostenlos über das Internet zur Verfügung.